# Universidade Bob Jones
Universidade Bob Jones (em inglês Bob Jones University, conhecida pela sigla BJU) é uma universidade privada, não-denominacional e cristã estadunidense localizada em Greenville, Carolina do Sul. Foi fundada em 1927 por Bob Jones (1883-1968), um evangelizador e contemporâneo de Billy Sunday. O atual presidente da universidade, Stephen Jones, é o bisneto do fundador e o quarto membro da família Jones a ser presidente da instituição de ensino.
A Universidade Bob Jones é considerada uma das universidades cristãs mais ultraconservadoras, fundamentalistas e apegadas ao literalismo bíblico dos Estados Unidos, com um histórico de políticas racistas: até 1971, negros eram impedidos de se matricular na Bob Jones University e a partir de 1975, a universidade impedia casais interraciais de realizarem matrícula e proibia relacionamentos interraciais dentro do campus da universidade. Em 1971, no caso Green v. Connally, a Suprema Corte dos Estados Unidos decidiu negar a isenção de impostos a todas as instituições de ensino privadas que adotassem políticas de segregação racial no estado de Massachusetts. Com base nessa decisão, o Internal Revenue Service tentou revogar as isenções fiscais da universidade, devido às suas práticas discriminatórias. Seguiu-se um impasse jurídico que terminou em 1983, quando a Suprema Corte confirmou a revogação das isenções fiscais da universidade no caso Bob Jones University v. United States. Somente em 2000, durante a visita à universidade do então candidato republicano a eleição presidencial daquele ano, George W. Bush, o presidente da instituição de ensino, Bob Jones III aboliu a proibição de relacionamentos interraciais da universidade. A Universidade Bob Jones também é considerada pela organização Campus Pride como uma das piores e mais inseguras universidades para jovens LGBTQ, com um histórico de acusações de homofobia e de expulsão de alunos que revelam publicamente ser gays, lésbicas, bissexuais ou transsexuais.
Desde 2005, a BJU tem sido acreditada pela Transnational Association of Christian Colleges and Schools (Associação Transnacional de Faculdades e Escolas Cristãs), uma organização de acreditação acadêmica reconhecida pelo Departamento de Educação dos Estados Unidos e pelo Conselho de Acreditação do Ensino Superior (Council for Higher Education Accreditation), e a universidade matricula aproximadamente 4.200 estudantes representando cada estado e cinquenta países estrangeiros. Ela emprega uma equipe de 1.450 pessoas, oferece diplomas de graduação em mais de cem áreas, e conduz a educação escolar desde a pré-escola até o segundo grau. Em 2008, a universidade estimou o número de seus graduados em cerca de 35.000.